# Trochoideus microphthalmus
Trochoideus microphthalmus is een keversoort uit de familie zwamkevers (Endomychidae). De wetenschappelijke naam van de soort werd in 1922 gepubliceerd door Erich Wasmann.